# 武島羽衣
武島 羽衣（たけしま はごろも、明治5年11月2日〈旧暦。新暦では1872年12月2日〉 - 昭和42年（1967年）2月3日）は、日本の国文学者、歌人、作詞家、日本女子大学名誉教授。宮内省御歌所寄人も務めた。本名は武島 又次郎。瀧廉太郎の歌曲「花」、田中穂積作曲「美しき天然」の作詞者として知られている。

## 来歴・人物
明治5年（1872年）、東京府日本橋の木綿問屋に生まれる。
東京府尋常中学、一高を経て、明治26年（1893年）に東京帝国大学文科大学（現在の東京大学）国文科に入学し黒川真頼、物集高見らに師事する。大学在学中の明治28年（1895年）には大町桂月や塩井雨江と共に『帝国文学』の創刊に関与して編集委員となり、詩『小夜帖』や文章などを発表した。『小夜帖』は高山樗牛から絶賛され、これにより彼の詩人としての名声が高まった。翌明治29年（1896年）には桂月、雨江との共著『美文韻文 花紅葉』を博文館から出版し、大学派（赤門派）と称された。同年に東京帝国大学文科大学を卒業した。卒業後は大学院に進学し上田万年に師事する。
明治30年（1897年）に東京音楽学校（現在の東京芸術大学）の教員となり、後に同教授へと進んだ。尋常小学唱歌編集（作詞）委員を務め、明治33年（1900年）に東京音楽学校の助教授であった滝廉太郎とともに、唱歌『花』を発表した。また、明治34年（1901年）には小学校国語教科書「新編国語読本」に詩を掲載し、田中穂積がこれに曲を付けて翌明治35年（1902年）に唱歌『美しき天然』として発表された。これらは広く愛唱されることとなった。また、大正3年（1914年）には十和田市立沢田小学校の校歌、昭和27年（1952年）には練馬区立旭丘中学校の校歌を作詞している。
明治43年（1910年）から昭和36年（1961年）の退職まで50年以上に亘り日本女子大学で教授として教鞭を執り、同時期に聖心女子大学・実践女子大学でも国文学を講じるなどして女子教育に尽力した。また、大正大学創立時にも国文学を担当している。このほか、東京女子高等師範学校、東京高等師範学校、国学院大学などでも教授や講師を歴任した。大正11年（1922年）から昭和21年（1946年）にかけて宮内省御歌所寄人に奉職した。昭和42年（1967年）2月3日、東京都練馬区小竹町の自宅にて死去した。94歳没。墓地は東京雑司ヶ谷霊園にある。
折口信夫（釈迢空）の和歌『葛の花　踏みしだかれて　色あたらし　この山道を　行きし人あり』を「幼稚な歌だ」と批判し、「心なく　山道を行きし　人あらむ　ふみしだかれぬ　白き葛花」と添削したことによって、折口の「あたらし」を「新し」ではなく「愛惜し」と誤解したこと、また、紅紫色の葛の花を「白き」とした無知によって、歌壇から失笑された逸話が残されている。

## 著書

### 単著
- 『国歌評釈』 巻1、明治書院、1898年8月。NDLJP:873353。
  - 『国歌評釈』 巻2、明治書院、1899年1月。NDLJP:873354。
  - 『国歌評釈』 巻3、明治書院、1899年11月。NDLJP:873355。
- 『修辞学』博文館〈帝国百科全書 第11編〉、1898年9月。NDLJP:864857。
- 『新撰詠歌法』明治書院、1899年1月。NDLJP:873573。
- 『新井白石』博文館〈少年読本 第14編〉、1899年9月。
- 『教育勅語唱歌』大倉書店、1900年11月。NDLJP:855113。
- 『霓裳歌話』博文館、1900年6月。NDLJP:873221。
- 『地理教育 東京唱歌』 第1集、小山作之助作曲、大倉書店、1900年9月。NDLJP:855609。
- 『地理教育 東京唱歌』 第2集、小山作之助作曲、大倉書店、1900年9月。NDLJP:855610。
- 『霓裳微吟』博文館、1903年7月。NDLJP:876288。
- 『文学概論』人文社、1903年9月。NDLJP:871757。
- 『文章綱要』金港堂〈文学叢書〉、1904年6月。NDLJP:865337。
- 『日本文学史』人文社、1906年2月。NDLJP:871963。
- 『文章入門』大倉書店、1907年10月。NDLJP:865384。
- 『国語解釈法』文昌閣、1909年9月。NDLJP:868076。
- 『習字兼用 女子書翰文範』西脇呉石書、文昌閣、1910年7月。NDLJP:866795。
- 『書法詳解 実用書翰文之部』中村春堂書、帝国講学会、1914年3月。
  - 『書法詳解 実用書翰文之部』中村春堂書（再版）、帝国講学会、1914年9月。NDLJP:910054。
- 『書法詳解 実用女子書翰文之部』中村春堂書、帝国講学会、1914年3月。
  - 『書法詳解 実用女子書翰文之部』中村春堂書（再版）、帝国講学会、1914年9月。NDLJP:910055。
- 『書法詳解 運筆・揩書之部』中村春堂書、帝国講学会、1914年3月。
  - 『書法詳解 運筆・揩書之部』中村春堂書（再版）、帝国講学会、1914年9月。NDLJP:910053。
- 『詠歌入門』大正書院〈和歌宝典 第1編〉、1914年3月。NDLJP:948844。
- 『初学和歌談』大正書院〈和歌宝典 第2編〉、1914年3月。NDLJP:948845。
- 『和歌をさなまなび』止善堂書店、1917年8月。
- 『合評徒然草新解』天才社、1917年11月。
- 『歌へのみち』大日本歌道獎励会、1933年5月。
- 『黒井繁乃の事』黒井悌次郎、1933年5月。
- 『美しき道』美しき道刊行会、1953年8月。

### 共著
- 小山左文二、武島又次郎『新編国語読本編纂趣意書』普及舎、1901年8月。NDLJP:812293。
- 武島羽衣、塩井雨江、大町桂月『美文韻文 花紅葉』博文館、1896年12月。
  - 武島羽衣、塩井雨江、大町桂月『美文韻文 続花紅葉』博文館、1917年5月。NDLJP:936121。
- 武島羽衣、大町桂月、塩井雨江『契冲阿闍梨』大日本図書、1897年4月。
- 武島羽衣、大町桂月、塩井雨江『賀茂真淵』大日本図書、1898年1月。
- 武島羽衣、大町桂月、塩井雨江『香川景樹』大日本図書、1898年6月。
- 久保天随、大町桂月、武島羽衣『作法作例 叙景文』博文館〈新式作文大成 1〉、1914年5月。
- 大町桂月、武島羽衣、久保天随『作法作例 書翰文』博文館〈新式作文大成 2〉、1914年11月。
- 大町桂月、久保天随、武島羽衣『作法作例 叙事文』博文館〈新式作文大成 3〉、1914年12月。
- 武島羽衣、大町桂月、久保天随『作法作例 叙情文』博文館〈新式作文大成 4〉、1915年4月。
- 久保天随、大町桂月、武島羽衣『作法作例 儀式文』博文館〈新式作文大成 5〉、1915年5月。
- 大町桂月、久保天随、武島羽衣『作法作例 議論文』博文館〈新式作文大成 6〉、1916年1月。
- 『武島羽衣・とな子歌集』武島達夫、1968年6月。

### 校閲
- 奥原福市作歌 著、新谷八太郎編纂 編『小学復音唱歌集』武島又次郎校閲、前川書店、1909年7月。NDLJP:855340。
- 島崎末平『和歌の作り方』武島羽衣校閲、文成社、1910年3月。NDLJP:874760。
- 友野裕夫作歌、新谷八太郎作曲『まがねの笛』武島又次郎校閲、吉田書店、1911年5月。NDLJP:855734。

### 註釈
1. ↑  同年の11月3日の誕生とする記載も見られる[3]。